# Albert Domec
Pour les articles homonymes, voir Domec.
Pas d'image ? Cliquez ici

a Compétitions nationales et continentales officielles uniquement.

b Matchs officiels uniquement.
Albert Domec, né le 7 octobre 1901 à Saint-Pé (aujourd'hui Saint-Pé-de-Bigorre) et mort le 20 novembre 1948 à Carcassonne, est un joueur français de rugby à XV évoluant au poste d'ailier. Il commence sa carrière au Stadoceste tarbais, puis joue quelque temps au FC Lourdes, avant de rejoindre l'AS Carcassonne avec qui il est finaliste du championnat de France en 1925.
Durant son passage dans l'Aude, il est sélectionné équipe de France et connaît une seule cape avec celle-ci, lors du Tournoi des Cinq Nations 1929.

## Biographie
Surnommé « Bambou » en raison de son physique svelte, Albert Domec rejoint l'AS Carcassonne en 1924, après avoir joué à Tarbes et Lourdes.  Avec les Carcassonnais, dont il est le capitaine, il parvient en finale du Championnat de France de rugby 1925,. Il est titulaire lors de cette finale perdue 5 à 0 face à l'US Perpignan. Pourtant bon buteur, il rate notamment une pénalité de 25 mètres dans cette rencontre.
Le 23 février 1929, il connaît sa première et unique cape avec l'équipe de France de rugby à XV, lors d'un match contre l'équipe du pays de Galles durant le Tournoi des Cinq Nations 1929. Il est titulaire à l'aile, mais ne parvient pas à éviter la défaite de son pays, 8 à 3.
Le 20 novembre 1948, Albert Domec meurt prématurément à l'âge de 47 ans. En son hommage, la municipalité de Carcassonne décide de baptiser de son nom le stade de la Pépinière, devenu stade Albert Domec. Ce stade est aujourd'hui le stade principal de l'US Carcassonne, et porte toujours son nom,.
Il est inhumé à Carcassonne, au cimetière saint-Michel.

## Statistiques
Albert Domec compte une seule sélection en équipe de France de rugby à XV, lors du Tournoi des Cinq Nations en 1929, contre le Pays de Galles.
| Année | Compétition  | Matchs | Points | Essais |
| ----- | ------------ | ------ | ------ | ------ |
| 1929  | Cinq Nations | 1      | 0      | 0      |
| Total | Total        | 1      | 0      | 0      |

## Palmarès

### En club
- AS Carcassonne
  - Finaliste du championnat de France en 1925

### En sélection nationale

#### Tournoi des Cinq Nations
| Édition           | Rang | Résultats France | Résultats Domec | Matchs Domec |
| ----------------- | ---- | ---------------- | --------------- | ------------ |
| Cinq Nations 1929 | 5    | 0 v, 0 n, 4 d    | 0 v, 0 n, 1 d   | 1/4          |